# Liste der Kulturdenkmäler in Zwergen
Die folgende Liste enthält die in der Denkmaltopographie ausgewiesenen Kulturdenkmäler auf dem Gebiet des Ortsteils Zwergen der  Stadt Liebenau, Landkreis Kassel, Hessen.
Hinweis: Die Reihenfolge der Denkmäler in dieser Liste orientiert sich an der Anschrift, alternativ ist sie auch nach der Bezeichnung oder der Bauzeit sortierbar.
Kulturdenkmäler werden fortlaufend im Denkmalverzeichnis des Landes Hessen durch das Landesamt für Denkmalpflege Hessen auf Basis des Hessischen Denkmalschutzgesetzes (HDSchG) geführt. Die Schutzwürdigkeit eines Kulturdenkmals hängt nicht von der Eintragung in das Denkmalverzeichnis des Landes Hessen oder der Veröffentlichung in der Denkmaltopographie ab.

Das Vorhandensein oder Fehlen eines Objekts in dieser Liste ist keine rechtsverbindliche Auskunft darüber, ob es Kulturdenkmal ist oder nicht: Diese Liste entspricht möglicherweise nicht dem aktuellen Stand der offiziellen Denkmaltopographie. Diese ist für Hessen in den entsprechenden Bänden der Denkmaltopographie Bundesrepublik Deutschland und im Internet unter DenkXweb – Kulturdenkmäler in Hessen einsehbar. Auch diese Quellen sind, obwohl sie durch das Landesamt für Denkmalpflege Hessen aktualisiert werden, nicht immer aktuell, da es im Denkmalbestand immer wieder Änderungen gibt.
Eine verbindliche Auskunft erteilt allein das Landesamt für Denkmalpflege Hessen.
Nutze diese Kartenansicht, um Koordinaten in der Liste zu setzen. In dieser Kartenansicht sind Kulturdenkmale ohne Koordinaten mit einem roten bzw. orangen Marker dargestellt und können in der Karte gesetzt werden. Kulturdenkmale ohne Bild sind mit einem blauen bzw. roten Marker gekennzeichnet, Kulturdenkmale mit Bild mit einem grünen bzw. orangen Marker.

## Zwergen
| Bild                      | Bezeichnung                         | Lage                                                      | Beschreibung | Bauzeit | Daten |
| ------------------------- | ----------------------------------- | --------------------------------------------------------- | --- | ------- | ----- |
| Gesamtanlage Zwergen      | Gesamtanlage Zwergen                | Lage                                                      | |         |       |
| Evangelische Filialkirche | Evangelische Filialkirche           | Am Kirchweg 12 Lage                                       | |         |       |
| Bild gesucht BW           | Fachwerkhaus Am Kirchweg 20         | Am Kirchweg 20 Lage                                       | |         |       |
| Bild gesucht BW           | Handwerkerwohnhaus Steinweg 26      | Steinweg 26 Lage                                          | |         |       |
| Bild gesucht BW           | Rähmbau Steinweg 28                 | Steinweg 28 Lage                                          | |         |       |
| Bild gesucht BW           | Flurquerdielenhaus Steinweg 29      | Steinweg 29 Lage                                          | |         |       |
| Bild gesucht BW           | Längsdielenhaus Steinweg (neben 29) | Steinweg (neben 29) Lage                                  | |         |       |
| Bild gesucht BW           | Flurquerdielenhaus Steinweg 43      | Steinweg 43 Lage                                          | |         |       |
| Bild gesucht BW           | Wohnwirtschaftsgebäude Steinweg 46  | Steinweg 46 Lage                                          | |         |       |
| Bild gesucht BW           | Fachwerkhaus Steinweg 48            | Steinweg 48 Lage                                          | |         |       |
| Mühlengebäude             | Mühlengebäude                       | Teichweg Lage                                             | |         |       |
| Bild gesucht BW           | Längsdielenhaus Unter der Linde 1   | Unter der Linde 1 LageFlur: 10, Flurstück: Flurstück 93/2 | Ständerbau mit straßenseitiger Rähmfassade. Lebhaftes Fachwerk mit Streben an Eck- und Bundständern. Im Wohnteil Hauseingangstür über Freitreppe mit schmiedeeisernem Gitter mittleres 19. Jh. Dielentor mit Inschriftbalken, Taubandornament und Abschlussprofil. Eckständer mit Rundstab und geschnitzter Volute. Im Obergeschoss des Wohnteils Fußbügen. Im Giebel konvergierende Brüstungsstreben. Seitliche Erweiterung in angeglichenem Fachwerk in der Mitte des 19. Jh. Geschichtliche und künstlerische Bedeutung als Längsdielenhaus des frühen 18. Jh. mit repräsentativer Straßenfassade. | 1719    |       |